# Ceresole Reale
Ceresole Reale (piemontesisch Ceresòle, frankoprovenzalisch Cérisoles) ist eine Gemeinde in der italienischen Metropolitanstadt Turin (TO), Region Piemont.

## Lage und Einwohner
Ceresole Reale ist Mitglied der Berggebietsgemeinschaft Comunità Montana Valli Orco e Soana und liegt im Nationalpark Gran Paradiso im Valle Orco auf einer Höhe von 1620 m. Das Gemeindegebiet umfasst eine Fläche von 98 km² und hat 153 Einwohner (Stand 31. Dezember 2023). Ceresole Reale liegt knapp 80 km nordwestlich von Turin und grenzt an Frankreich.
Ceresole Reale ist Mitglied der Alpine Pearls, die sich für umweltfreundliche Mobilität im Alpenraum einsetzen.
Die Nachbargemeinden sind Bonneval-sur-Arc (Frankreich), Groscavallo, Noasca, Rhêmes-Notre-Dame (AO), Val-d’Isère und Valsavarenche.

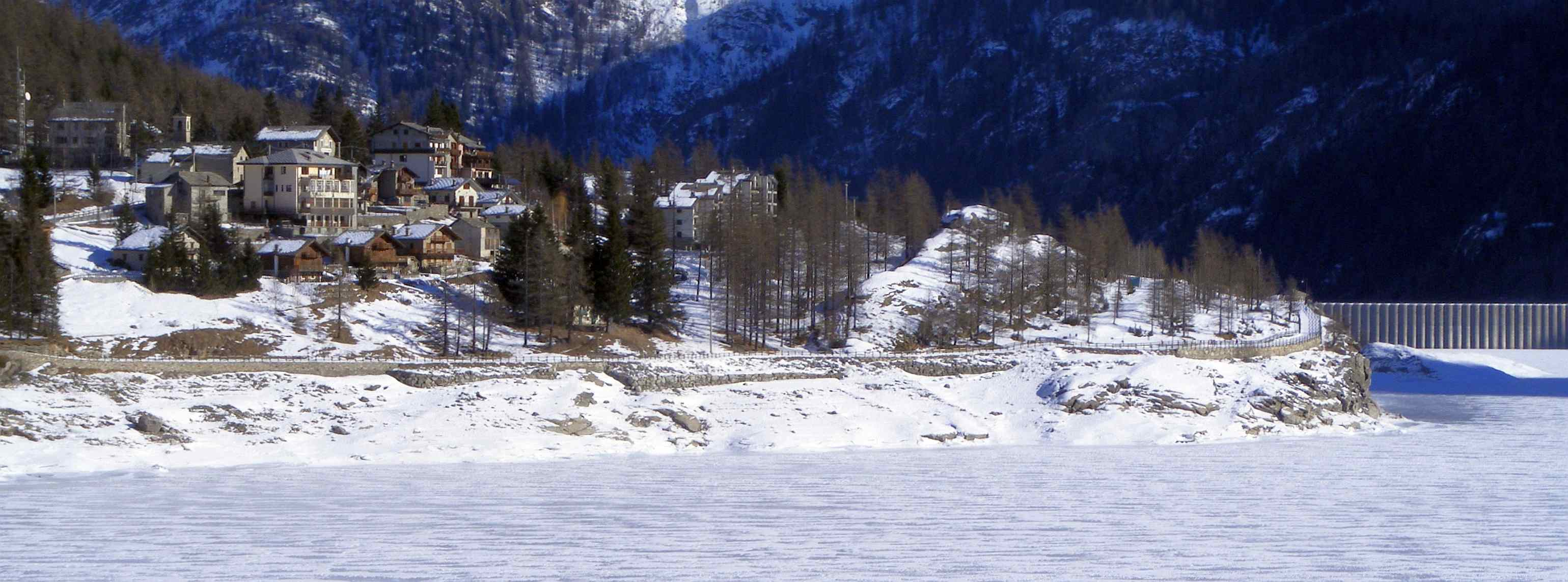
Panorama

## Geschichte

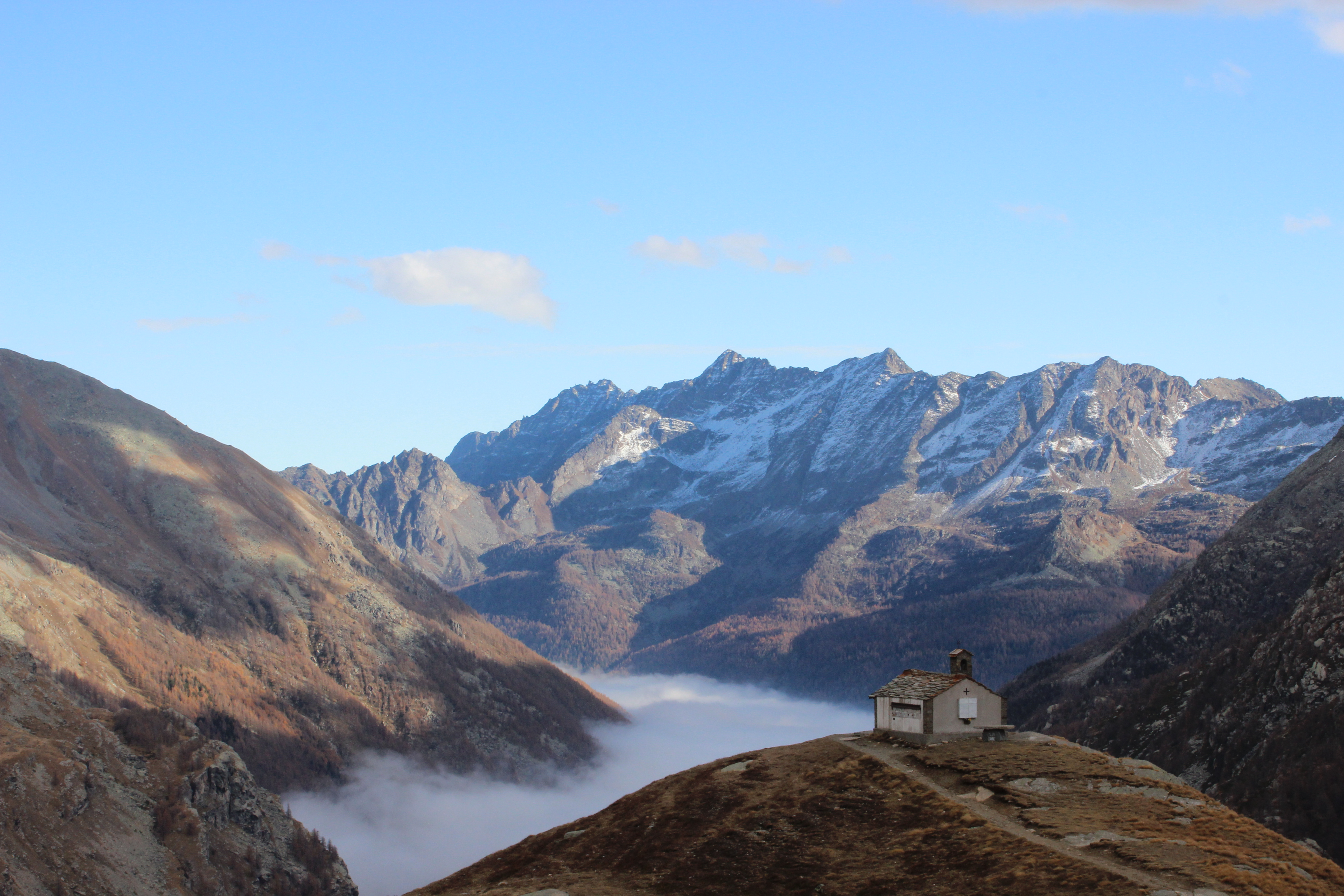
Das Orca-Tal und die kleine Kirche Madonna della Neve

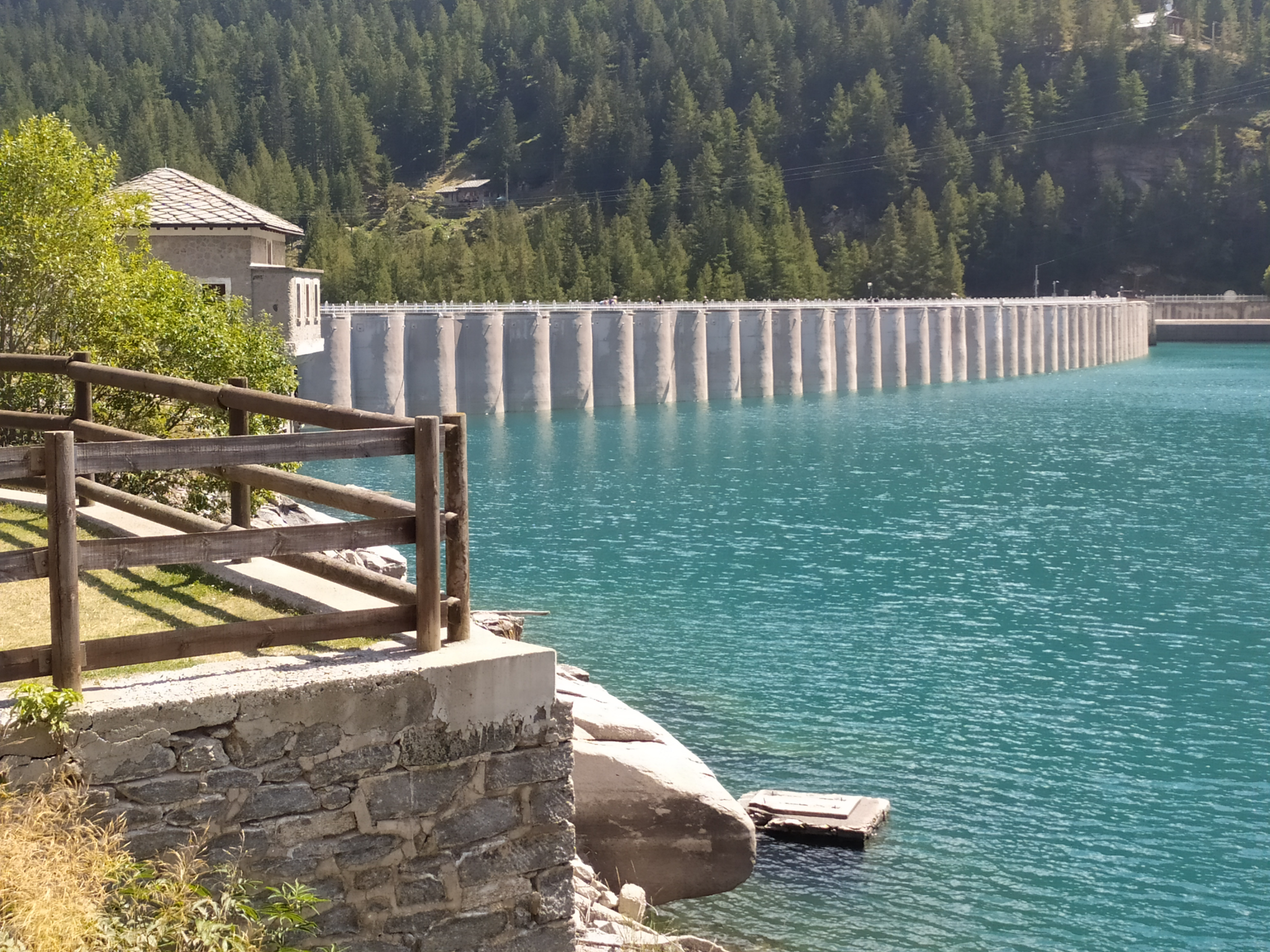
Staumauer des Ceresolesee

Der Name des Ortsnamens scheint eng mit dem Vorkommen zahlreicher Kirschbäume in dem Gebiet verbunden zu sein, in dem der erste städtische Kern errichtet wurde. Zu den am weitesten entfernten dokumentierten Zeugnissen zählen die Formen „Cirisolis“ aus dem Jahr 1170, „Cirixolis“ aus dem Jahr 1370, „Ceraxola“ aus dem 14. Jahrhundert und „Cerisoles“ aus dem Jahr 1387. Die Etymologie ist demnach in der Form „Ceresiolae“ zu finden, was „kleine Kirschen“ bedeutet. Tatsächlich war der Anbau dieser Frucht, der heute in diesen Gebieten nicht mehr möglich ist, wahrscheinlich im Mittelalter dank eines milderen Klimas möglich. Allerdings findet die Form „Grisoles“ im Vergleich zu „Cirysolie“ keine Bestätigung. Die vorgeschlagene Ableitung von „Caseariole“ muss vollständig ausgeschlossen werden, was „kleine Alpen zur Nutzung der Almen und zur Fruchtbildung von Käse“ bedeutet.
Es war bereits in prähistorischen Zeiten besiedelt, was auch durch archäologische Funde bestätigt wurde. Später wurde es von den Römern erobert, die dort Gold- und Silberminen entdeckt hatten. Im Mittelalter war es im Besitz der Grafen von Valperga, wie einige Dokumente aus dem 12. Jahrhundert belegen, aus denen hervorgeht, dass Kaiser Otto III. das Lehen den oben genannten Grafen geschenkt hatte. Im Jahr 1500 beteiligte sich die örtliche Bevölkerung an den Tuchini-Aufständen, um sich von der Unterdrückung der Feudalmacht zu befreien. Seit 1862 war es mit dem königlichen Titel ausgestattet, der durch eine Konzession von Vittorio Emanuele II. erlangt wurde, dem das Recht zur Jagd auf Gämsen und Steinböcke unentgeltlich überlassen worden war. Aus dieser Konzession entstand am 3. Dezember 1922 wurde das Königliche Reservat per königlichem Erlass dem italienischen Staat gespendet, damit es in einen Park zum Schutz der Naturschönheiten umgewandelt werden konnte. So entstand der Nationalpark Gran Paradiso.
Während des Zweiten Weltkriegs war es Schauplatz von Partisanenbewegungen. Es hat viele berühmte Persönlichkeiten beherbergt, unter ihnen erinnern wir uns an Giosuè Carducci, der während eines Aufenthalts an diesem herrlichen Ort das Gedicht Piemont verfasste. Zu ihrem historisch-architektonischen Erbe gehört die Kirche San Nicolao aus dem 17. Jahrhundert, neben der sich ein wertvoller Glockenturm befindet, der wahrscheinlich schon früher erbaut wurde.
In den Jahren zwischen 1925 und 1931 wurde der imposante Staudamm gebaut, der den See Cerosale aufstaut.